# Suranne Jones
Sarah Anne Jones (Middleton, Gran Mánchester, Inglaterra; 27 de agosto de 1978), conocida profesionalmente como Suranne Jones, es una actriz británica. Saltó a la fama por su papel como Karen McDonald en Coronation Street entre 2000 y 2004. Luego continuó su carrera televisiva en series dramáticas como Vincent (2005-2006), Strictly Confidential (2006) y Harley Street (2008). Su interpretación como la asesina convicta Ruth Slater en la miniserie Unforgiven (2009) recibió elogios.
Entre 2011 y 2016, Jones interpretó a la detective Rachel Bailey en la serie policial Scott & Bailey, su segunda colaboración con la guionista Sally Wainwright después de Unforgiven. Obtuvo más atención por sus papeles en Single Father, Five Days (ambas de 2010) y The Crimson Field (2014), así como por su actuación en producciones teatrales como: A Few Good Men (2005), Blithe Spirit (2009), Top Girls (2011), Beautiful Thing (2013) y Orlando (2014).
Por su interpretación como Gemma Foster, una exitosa doctora que sufre una traición personal, en Doctor Foster (2015-2017), Jones ganó varios premios, incluido un premio Broadcasting Press Guild y el premio BAFTA a la mejor actriz de televisión en 2016. Tras la conclusión de Doctor Foster, Jones regresó al teatro protagonizando una producción de Frozen por la que obtuvo críticas favorables. En el último tiempo, Jones ha protagonizado las series Save Me (2018) y Gentleman Jack (2019-2022), esta última su tercera colaboración con Wainwright.

## Primeros años
Jones nació en Middleton, Gran Mánchester, el 27 de agosto de 1978. Tiene un hermano mayor llamado Gary. Jones se crio como católica; su sacerdote sugirió a su padre que se bautizara como Sarah Anne, en lugar de Suranne, el nombre de su bisabuela, ya que Suranne no era "un nombre propio". Creció en una casa en Foxdenton Lane, rodeada de dos granjas y sus campos y comentó que uno de sus primeros recuerdos es de "vacas mirando por la ventana mientras tomábamos nuestro té". De niña hablaba mucho y luego contó que su sacerdote le decía: "Estoy rezando para que puedas concentrarte un poco más". Jones sufre de carpofobia, un miedo a las muñecas, que ella cree que posiblemente se desarrolló al ver imágenes de la crucifixión y los estigmas de Cristo cuando era niña.
Jones se educó en la escuela católica de secundaria "Cardenal Langley" en Middleton. Hablando de su infancia, comentó: "Creo que siempre quise ser diferente y me sentí muy sofocada en la escuela". También dijo: "Fui intimidada en la escuela y dejé que eso se apoderara de mí y me retiré a mí misma. Lamento haber dejado que eso sucediera". Se convirtió en miembro del Taller de Teatro Oldham y obtuvo un Diploma Nacional BTEC en Artes Escénicas en la Escuela de Actuación de Mánchester, por la cual sentía que "[no] era lo mismo que una escuela de teatro".

## Carrera
Jones comenzó a actuar profesionalmente a los 16 años. Andrew Billen de The Times, reconociendo el comienzo de su carrera profesional a los 16, escribió que "subió al escenario a los 8". Jones dijo más tarde que su primer papel fue a la edad de 8 años, en Wait Until Dark como Gloria. Al unirse al sindicato Equity, Jones adoptó el nombre artístico de 'Suranne', debido a que su nombre de nacimiento ya estaba tomado, y las reglas del sindicato dictan que cada miembro del sindicato debe tener un nombre diferente. Habiendo conseguido un agente de talentos a los 15 años, comenzó a actuar en teatro. La carrera televisiva de Jones comenzó en abril de 1997, con un pequeño papel en Coronation Street como Mandy Phillips, una novia de Chris Collins (Matthew Marsden). Luego fue elegida para un anuncio de televisión de Maltesers, fue estrella invitada en episodios de series como City Central y tuvo un pequeño papel en My Wonderful Life. Hizo una audición para el papel de Charity Dingle en la telenovela Emmerdale, convirtiéndose en una de las últimas cuatro actrices consideradas para el papel, aunque el papel finalmente le fue otorgado a Emma Atkins. También hizo una audición para el papel de Geena Gregory en Coronation Street, aunque sintió que Jennifer James ganaría el papel, lo que finalmente sucedió, después de verla en las audiciones.

### Coronation Street
En 2000, algunas semanas después de su audición fallida para el papel de Geena Gregory, Jones fue contactada por los jefes de la serie Coronation Street, quienes le ofrecieron un papel para un nuevo personaje. Jones asumió entonces el papel de Karen Phillips (sin relación con Mandy), haciendo su primera aparición el 21 de junio. El personaje, después de casarse con Steve McDonald (Simon Gregson), tomó su apellido y se convirtió en Karen McDonald. Descrita como "un bulldog con aretes" y una "aspirante a Victoria Beckham", el papel atrajo la atención del público hacia Jones, y los episodios que involucran peleas entre ella y su rival Tracy Barlow (Kate Ford) recibieron altos índices de audiencia. Jones también comenzó a modelar para revistas masculinas como FHM y Loaded, diciendo: "Tenía 21 años, y tres semanas después de unirme a Corrie estaba en Barbados haciendo una sesión de bikini [...] era bastante impresionable, simplemente diría que sí a todo porque quería mantener mi trabajo. El oficial de prensa dice: 'Haz esto y serás la nueva jovencita sexy funky'. Todos lo estábamos haciendo en ese momento, pero rápidamente me di cuenta de que necesitaba concentrarme en lo que estaba haciendo".
En mayo de 2004, se anunció que Jones dejaría Coronation Street después de cuatro años de interpretar a Karen. Ella describió trabajar en una telenovela como "agotador" y comentó: "Estaba viviendo y respirando como Karen McDonald". Hizo su última aparición como Karen en el Boxing Day de 2004. De su salida de Coronation Street, Jones comentaría más tarde: "Pensé que, mientras ella es brillante y la estoy disfrutando, tengo que salir".

### 2005–2010
Jones declaró que al salir de Coronation Street, recibió numerosas ofertas para aparecer en reality shows, que ella rechazó, bromeando: "Era mucho dinero sólo para irse y comerse la perilla de un cocodrilo, o lo que sea". Haciendo caso omiso a las ofertas de reality shows, en otoño de 2005, Jones protagonizó la serie dramática de detectives Vincent de la cadena ITV, con Ray Winstone en el papel principal; éste fue el primer papel televisivo de Jones desde que dejó Coronation Street. Más tarde ese año, volvió a los escenarios para actuar en los teatros del West End en la obra A Few Good Men junto a Rob Lowe y John Barrowman, que le valió el premio Theatregoers 'Choice como Mejor Actriz de Reparto. También apareció en el especial musical Celebrate Oliver! que se proyectó en BBC1. En 2006, interpretó a Blancanieves en la obra Blancanieves y los siete enanos en la Ópera de Mánchester junto a Justin Moorhouse y el también actor de Coronation Street, John Savident. También apareció en Strictly Confidential de Kay Mellor, en la que interpretó a una terapeuta sexual bisexual.
El día de año nuevo de 2007, Jones protagonizó una comedia negra basada en Yorkshire y Londres, Dead Clever con Helen Baxendale y Dean Lennox Kelly en ITV1. En otoño de 2007, Jones realizó una gira nacional teatral de la obra basada en la película Terms of Endearment, donde interpretó a Emma, junto a Linda Gray y John Bowe. En 2008 interpretó a Martha, una de las protagonistas femeninas, en la serie médica de ITV Harley Street. Su actuación generó críticas mixtas, con un crítico comentando que el acento de pronunciación de su personaje era "ridículo"; La tibia recepción crítica del programa, combinada con bajos índices de audiencia, marcó su final después de sólo una temporada.
En enero de 2009, Jones apareció en Unforgiven, una miniserie dramática de tres partes del canal ITV1, donde interpreta a Ruth Slater, una mujer liberada después de cumplir una sentencia de 15 años de prisión por el asesinato de dos policías. Jones, de cabello castaño natural, se tiñó de "amarillo tabaco" con "raíces grandes"; Jones bromeó diciendo que, aunque no estaba filmando, "Debería haber usado una peluca". Además, su personaje en ningún momento usó maquillaje, y Jones dijo que se sintió "bastante expuesta", pero sin embargo dijo que "Ruth no se habría maquillado, no creo". Jones recibió críticas favorables por su interpretación, con Brian Viner de The Independent escribiendo: "Una actuación deslumbrante, el material de las nominaciones a los BAFTA si alguna vez los vi. Diablos, el trasfondo de ella incluso podría ser llevada al cine y traer un poco de sensación North Country para los Globos de Oro". Viner resumió su reseña de Unforgiven afirmando: "Cinco estrellas en general y seis para Jones". Jones declaró más tarde: "Me encantó ese papel. No aparecen tan a menudo. Fue visto por los periódicos y la prensa sensacionalista. Supongo que me dio un poco de credibilidad".
En noviembre del mismo año, interpretó el papel de Mona Lisa en el doble episodio titulado «La venganza de Mona Lisa» de la serie The Sarah Jane Adventures. En diciembre, Jones protagonizó en el Manchester Royal Exchange la producción de Noël Coward, Blithe Spirit, que duró hasta finales de enero de 2010. Jones fue nominada para el Premio Times Breakthrough en los Premios South Bank Show, la última ceremonia de la historia, aunque perdió ante David Blandy. Al hablar de su nominación, dijo: "Te preguntas '¿Qué estoy atravesando?' ¿Estoy rompiendo la percepción de las personas que simplemente pensaban que era una banshee gritando en Coronation Street? ¿Es que he trabajado duro y me he vuelto mejor? ¿Es que ahora está bien decir que estoy bien? No sé lo que estaba atravesando, pero sabía que era agradable sentir una palmada en la espalda por mucho trabajo duro". Jones fue descrita por Andrew Billen de The Times como perteneciente a una categoría de "Pocos valientes y talentosos que se ganan las alas con un serial televisivo y luego vuelan gloriosamente más allá". En marzo de 2010 Jones interpretó a Laurie Franklin en Five Days, una secuela no relacionada de la serie de 2007. Más adelante ese año, interpretó a Sarah en Single Father de la BBC1, un personaje que se enamora de un viudo, Dave (David Tennant), que estaba casado con su mejor amiga antes de la muerte de ésta. El 18 de diciembre de 2010 se lanzó una versión de «True Colors» de Cyndi Lauper con Jones, en el Manchester Show Choir.

### 2011–2016
En mayo de 2011, Jones interpretó al personaje central de Idris en el episodio «The Doctor's Wife» de la serie Doctor Who. Jones fue elegida debido a que el guionista Neil Gaiman quería una actriz, en palabras de Jones, que sea "extraña, hermosa pero de aspecto extraño y bastante divertida" para interpretar el papel de Idris. Dan Martin, crítico de The Guardian, señaló que "Suranne Jones posiblemente establece el estándar por el cual todas las estrellas invitadas ahora deben ser juzgadas aquí [...] Jones fue electrizante en todo momento". También en mayo, Jones interpretó a la agente detective Rachel Bailey en la serie de detectives Scott & Bailey de ITV, junto a Lesley Sharp, que interpreta a la agente detective Janet Scott. La serie se basa en una idea original de Jones y Sally Lindsay, su ex coprotagonista de Coronation Street. Después de sólidas cifras de audiencia y un éxito crítico moderado, Scott & Bailey regresó para cuatro temporadas más entre 2012 y 2016, con Jones como productora ejecutiva en la quinta temporada.
En julio de 2011, Jones interpretó a Marlene, una mujer de carrera que vive en la Gran Bretaña de Thatcher, en la producción Top Girls de Caryl Churchill en el Teatro Minerva de Chichester. Michael Billington, crítico de The Guardian, comentó: "Suranne Jones captura de manera excelente los remordimientos ocultos de Marlene". La producción se transfirió más tarde a los estudios Trafalgar de los teatros del West End. En agosto de 2011, se anunció que Jones protagonizaría, junto a John Hannah, una parodia de detectives escrita por Charlie Brooker y Daniel Maier llamada A Touch of Cloth. El programa se emitió en agosto de 2012 por Sky1. Jones interpreta a la agente detective Anne Oldman, "la compañera valiente y sensata" del inspector detective en jefe Jack Cloth (Hannah). En marzo de 2012, Jones comenzó a rodar una miniserie para el canal BBC1, llamada The secret of Crickley Hall, que es una adaptación de la novela más vendida de James Herbert publicada en 2006. Ella interpreta el papel principal de Eve Caleigh, una mujer que se muda a Crickley Hall en un intento de superar la pérdida de su hijo, solo para ser perseguida por sucesos sobrenaturales. Jones describió la miniserie como un "clásico escalofriante de casa embrujada con una emotiva historia familiar en su corazón". Jones regresó a los escenarios de Londres en 2013 para el regreso por el 20 aniversario de la obra de Jonathan Harvey, Beautiful Thing. La obra se presentó entre el 13 de abril y el 25 de mayo en el Arts Theatre de Londres, antes de una breve gira nacional. En 2013, Jones apareció como sí misma en Playhouse Presents: "Stage Door Johnnies", un falso documental de comedia sobre fanáticos obsesivos del teatro, que se transmite por Sky Arts. Luego interpretó a una joven juez "que lucha por mantener la cabeza fuera del agua en las oscuras profundidades del sistema de justicia" en Lawless, un episodio piloto para televisión, transmitido por Sky1.
En agosto de 2013, se anunció que Jones actuaría junto a Hermione Norris y Oona Chaplin en The Crimson Field, un drama de la BBC ambientado en un hospital de campaña francés durante la Primera Guerra Mundial. El drama, que se emitió en abril de 2014, marcó la primera aparición de Jones en un drama de época. En febrero de 2014, Jones protagonizó en el Royal Exchange de Mánchester, la adaptación teatral de la novela Orlando escrita por Virginia Woolf y dirigida por Sarah Ruhl. La obra recibió críticas generalmente positivas de los críticos, y Matt Trueman de The Guardian describió la actuación de Jones como "excelente".
En septiembre de 2015, Jones interpretó al personaje principal de Gemma Foster en el thriller Doctor Foster de la BBC One, interpretando a una exitosa doctora cuya vida personal comienza a desmoronarse cuando sospecha que su marido le es infiel. El programa obtuvo una gran aclamación de la crítica, y Radio Times señaló que "la mejor de su carrera, Suranne Jones, fue imparablemente brillante"; la revista colocó a Doctor Foster en segundo lugar de un top con los 40 mejores programas de televisión de 2015. Por su actuación, Jones recibió numerosos premios: el National Television Award a la Mejor Interpretación Dramática, el Premio del Gremio de Prensa de Radiodifusión a la Mejor Actriz, el Premio de la Royal Television Society a la Mejor Actuación (femenina) y el Premio BAFTA a la mejor actriz de televisión en la ceremonia de 2016.

### 2017–presente
En septiembre de 2017, se estrenó la segunda temporada de Doctor Foster, que obtuvo una recepción crítica positiva. Jones, que al principio dudaba en filmar otra temporada, fue persuadida después de escuchar los planes del guionista Mike Bartlett para el guion. También se desempeñó como productora asociada durante la segunda temporada, que se filmó en otoño de 2016. También en septiembre de 2017, comenzó el rodaje de una producción coral de Vanity Fair, basada en la novela del mismo nombre publicada en 1848, donde Jones interpretó el papel de Miss Pinkerton, la altiva ex directora de la protagonista Becky Sharp (Olivia Cooke).
En febrero de 2018, Jones protagonizó el drama de Sky Atlantic Save Me, interpretando a la madre de un adolescente desaparecido. La actuación de Jones recibió críticas positivas, con Rebecca Nicholson de The Guardian escribiendo: "Tienes la impresión de que Jones podría actuar como un duelo mientras duerme, pero aquí es impresionantemente sutil". De febrero a mayo de 2018, Jones regresó a los Teatros West End para el regreso de la obra teatral Frozen de Bryony Lavery en el Teatro Haymarket junto al actor Jason Watkins. Ella interpretó a Nancy, la afligida madre de un niño secuestrado. Si bien la producción recibió críticas mixtas, su actuación fue bien recibida; Descrita como "decididamente veraz y espontánea" por The Independent. Jones se perdió las últimas cuatro funciones debido a una enfermedad, citando la temática "profundamente afectada" de la obra como un factor contribuyente.
Más tarde, en mayo, Jones comenzó a rodar la coproducción entre BBC y HBO, Gentleman Jack escrita, producida y dirigida por Sally Wainwright. Ella había firmado en julio de 2017 para interpretar el papel principal como Anne Lister, una terrateniente lesbiana de Yorkshire en la década de 1830. Jones fue descrita por The Independent como "una miembro central de la compañía de repertorio no oficial de Wainwright", la serie marca su cuarta colaboración con Wainwright.
Estrenada en abril de 2019 en los Estados Unidos y un mes después en el Reino Unido, James Poniewozik de The New York Times escribió: "La actuación de Jones es una maravilla, emana vitalidad, carisma y confianza sexual. Pero también le aporta a Anne empatía, humanidad y destellos de vulnerabilidad que la convierten en algo más que una impecable Mary Sue de la era de la Regencia". La actuación de Jones también fue elogiada por Matthew Gilbert de The Boston Globe, escribiendo: "Jones es un huracán en el programa, impulsándolo hacia adelante con su confianza y tranquilidad. Nos da una mujer dinámica que vive la fluidez de género y la atracción por las mujeres en un momento de ignorancia e intolerancia. Su Anne rechaza las convenciones sociales, y tiene el dinero para hacerlo, mientras persigue sus deseos con fervor e impávidez. Pero luego Jones agrega una vulnerabilidad oculta que puede ser desgarradora. Es la mejor y más facetada actuación del año, aunque pocos parecen saberlo". Gentleman Jack regresó para una segunda temporada el 10 de abril de 2022, aunque fue cancelada en julio de ese mismo año.
El 31 de julio de 2019, Jones recibió el guion para la segunda temporada de la serie Save Me, titulada Save Me Too, con un rodaje de 14 semanas a partir del mes siguiente. Save Me Too se estrenó el 1 de abril de 2020 y se espera una tercera temporada para 2022.
El 1 de noviembre de 2019, se lanzó una versión colaborativa de la canción «Symphony» interpretada por Jones y Half Moon Theatre como parte del álbum Got It Covered de BBC Children in Need. Ella también proporcionó voces no acreditadas a la canción «It Must Be Love» del álbum.
El 5 de agosto de 2021, Jones apareció en el papel principal de la película televisiva I Am Victoria, el primero de una segunda serie de dramas únicos creados por el ganador del BAFTA Dominic Savage, que se centra en varios problemas de la mujer, en este caso, problemas de salud mental. Luego, Jones asumió el papel principal como Amy Silva en la serie de 6 episodios de la BBC Vigil, que se emitió semanalmente en el Reino Unido desde el 29 de agosto de 2021. El thriller submarino con una historia de amor lésbico subyacente atrajo a una audiencia inicial de 13,4 millones de espectadores, convirtiéndose en el drama más exitoso de la BBC en años.
En marzo de 2022, se anunció el primer proyecto de TeamAkers, la productora formada por Jones y su esposo Laurence Akers, un drama de tres partes llamado Maryland ambientado en la Isla de Man.

## Vida personal
Jones vive en el distrito londinense de Muswell Hill, con su esposo, el guionista independiente y ex editor de revistas, Laurence Akers. Ambos se conocieron en 2013 durante la boda de la actriz Sally Lindsay (amiga de Jones) con el músico Steve White. Akers y Jones se casaron en 2014. En una entrevista con Vogue, ella declaró que su nombre legal se había convertido en Sarah Anne Akers. Dio a luz a un hijo en marzo de 2016.
Ella ha estado involucrada con varias organizaciones benéficas. Cuando era adolescente, a su madre Jenny le diagnosticaron cáncer de mama, acerca de eso Jones dijo: "En ese momento hicimos juntos una campaña contra el cáncer de mama. Todavía hago muchas actividades benéficas". También ha trabajado con la agencia benéfica Ayuda Cristiana, viajando a Sierra Leona y la República Democrática del Congo para ayudar en proyectos relacionados con el VIH, los derechos de las mujeres y los niños soldados.

## Filmografía

### Cine
| Año  | Título           | Rol        | Notas        | Ref.   |
| ---- | ---------------- | ---------- | ------------ | ------ |
| 2004 | Punch            | Judy       | Cortometraje |        |
| 2015 | A Christmas Star | Miss Darcy |              |        |
| 2018 | Gone             | Karen      | Cortometraje | [ 79 ] |

### Televisión
| Año           | Título                                              | Rol                    | Notas                                                            |
| ------------- | --------------------------------------------------- | ---------------------- | ---------------------------------------------------------------- |
| 1997          | Coronation Street                                   | Mandy Phillips         | Episodio: «#1.4182»                                              |
| 1998          | City Central                                        | Emma                   | Episodio: «A Quiet Evening In»                                   |
| 1998          | The Grand                                           | Liz                    | 1 episodio                                                       |
| 1999          | My Wonderful Life                                   | Linda                  | 5 episodios                                                      |
| 2000–2004     | Coronation Street                                   | Karen McDonald         | Papel principal, 494 episodios                                   |
| 2002–2004     | Bo' Selecta!                                        | Ella misma             | 2 episodios                                                      |
| 2005          | Celebrate "Oliver!"                                 | Nancy                  | Película para televisión                                         |
| 2005–2006     | Vincent                                             | Beth Goddard           | 8 episodios                                                      |
| 2006          | Strictly Confidential                               | Linda Nelson           | 6 episodios                                                      |
| 2007          | Dead Clever: The Life and Crimes of Julie Bottomley | Julie Bottomley        | Película para televisión                                         |
| 2008          | Harley Street                                       | Dra. Martha Elliot     | 6 episodios                                                      |
| 2009          | Unforgiven                                          | Ruth Slater            | 3 episodios                                                      |
| 2009          | The Sarah Jane Adventures                           | Mona Lisa              | 2 episodios                                                      |
| 2010          | Five Days                                           | Laurie Franklin        | 5 episodios                                                      |
| 2010          | Single Father                                       | Sarah                  | 4 episodios                                                      |
| 2011          | Doctor Who                                          | Idris                  | Episodio: «The Doctor's Wife»                                    |
| 2011–2016     | Scott & Bailey                                      | Sargento Rachel Bailey | Temporadas 1-5 33 episodios (Productora ejecutiva: Temporada 5)  |
| 2012–2014     | A Touch of Cloth                                    | Anne Oldman            | 6 episodios                                                      |
| 2012          | The Secret of Crickley Hall                         | Eve Caleigh            | 3 episodios                                                      |
| 2013          | Playhouse Presents                                  | Ella misma             | Episodio: «Stage Door Johnnies»                                  |
| 2013          | Lawless                                             | Lila Pettitt           | Piloto                                                           |
| 2014          | The Crimson Field                                   | Hermana Joan Livesey   | 6 episodios                                                      |
| 2015–2017     | Doctor Foster                                       | Dra. Gemma Foster      | 10 episodios (Productora asociada: Temporada 2)                  |
| 2016          | Brian Pern: 45 Years of Prog and Roll               | Astrid Maddox Pern     | Episodio: «Festivals and Fans»                                   |
| 2018–presente | Save Me                                             | Claire McGory          | Temporada 2                                                      |
| 2018          | Vanity Fair                                         | Miss Pinkerton         | 2 episodios                                                      |
| 2019–2022     | Gentleman Jack                                      | Anne Lister            | Papel principal 16 episodios (Productora ejecutiva: Temporada 2) |
| 2021          | I Am Victoria                                       | Victoria               | Película para televisión                                         |
| 2021          | Vigil                                               | Amy Silva              | 6 episodios                                                      |
| 2021          | Celebrity Gogglebox                                 | Ella misma             | Especial Su2c                                                    |
| 2022          | The Final Round                                     | Jane Couch             | Pre-producción; también productora                               |
| 2022          | Christmas Carole                                    | Carole Mackay          | Pre-producción                                                   |
| TBA           | Maryland                                            | Becca                  | Próximo drama de tres partes; también productora ejecutiva       |

### Teatro
| Año  | Obra                             | Rol                  | Teatro                    |
| ---- | -------------------------------- | -------------------- | ------------------------- |
| 2005 | A Few Good Men                   | Joanne Galloway      | Theatre Royal Haymarket   |
| 2006 | Snow White and the Seven Dwarves | Snow White           | Manchester Opera House    |
| 2007 | Terms of Endearment              | Emma Greenway Horton | York Theatre Royal        |
| 2009 | Blithe Spirit                    | Ruth Condomine       | Manchester Royal Exchange |
| 2011 | Top Girls                        | Marlene              | Minerva Theatre           |
| 2013 | Beautiful Thing                  | Sandra               | Arts Theatre              |
| 2014 | Orlando                          | Orlando              | Manchester Royal Exchange |
| 2018 | Frozen                           | Nancy                | Theatre Royal Haymarket   |

## Premios y nominaciones
| Año  | Nominada por      | Premio                                                                              | Resultado |
| ---- | ----------------- | ----------------------------------------------------------------------------------- | --------- |
| 2003 | Coronation Street | National Television Award a la actriz más popular                                   | Nominada  |
| 2004 | Coronation Street | British Soap Award a la mejor actriz                                                | Ganadora  |
| 2004 | Coronation Street | National Television Award a la actriz más popular                                   | Ganadora  |
| 2005 | Coronation Street | British Soap Award a la mejor actriz                                                | Ganadora  |
| 2005 | A Few Good Men    | Theatregoers' Choice Award a la mejor actriz de reparto                             | Ganadora  |
| 2009 | Unforgiven        | Royal Television Society Award a la mejor actriz                                    | Nominada  |
| 2009 | Unforgiven        | South Bank Show Award for The Times Breakthrough Award                              | Nominada  |
| 2010 | Five Days         | National Television Award a la mejor actuación dramática                            | Nominada  |
| 2010 | Five Days         | TV Choice Award a la mejor actriz                                                   | Nominada  |
| 2011 | Scott & Bailey    | Royal Television Society Regional Award a la mejor actuación en una serie dramática | Ganadora  |
| 2012 | Scott & Bailey    | National Television Award a la mejor actuación femenina en un drama                 | Nominada  |
| 2013 | Scott & Bailey    | National Television Award a la mejor actuación femenina en un drama                 | Nominada  |
| 2013 | Beautiful Thing   | WhatsOnStage Award a la mejor actriz                                                | Nominada  |
| 2014 | Scott & Bailey    | National Television Award al mejor detective en televisión                          | Nominada  |
| 2014 | Orlando           | UK Theatre Award a la mejor actuación en una obra teatral                           | Nominada  |
| 2015 | Orlando           | Manchester Theatre Awards                                                           | Nominada  |
| 2016 | Doctor Foster     | National Television Award a la mejor actuación dramática                            | Ganadora  |
| 2016 | Doctor Foster     | Broadcasting Press Guild Award a la mejor actriz                                    | Ganadora  |
| 2016 | Doctor Foster     | Royal Television Society Award a la mejor actriz                                    | Ganadora  |
| 2016 | Doctor Foster     | British Academy Television Award a la mejor actriz                                  | Ganadora  |
| 2016 | Doctor Foster     | TV Choice Award a la mejor actriz                                                   | Nominada  |
| 2017 | Doctor Foster     | TVTimes Award a la mejor actriz                                                     | Ganadora  |
| 2018 | Doctor Foster     | National Television Award a la mejor actuación dramática                            | Ganadora  |
| 2019 | Gentleman Jack    | TVTimes Award a la mejor actriz                                                     | Ganadora  |
| 2020 | Gentleman Jack    | National Television Award a la mejor actuación dramática                            | Nominada  |
| 2020 | Gentleman Jack    | Broadcasting Press Guild Award a la mejor actriz                                    | Nominada  |
| 2020 | Gentleman Jack    | Royal Television Society Award a la mejor actriz                                    | Nominada  |
| 2020 | Gentleman Jack    | British Academy Television Award a la mejor actriz                                  | Nominada  |